# Velluto nero
Velluto nero è un film del 1976 diretto da Brunello Rondi.
Il film vede l'incontro tra Laura Gemser, protagonista della serie Emanuelle nera, e Annie Belle, reduce dal successo di Laure.

## Trama
Christal è una donna divorziata che vive con la figlia Magda in una grande villa. Lì giungono la fotomodella Emanuelle con il marito, nonché fotografo, Carlo e Laure, l'altra giovane figlia di Christal. Al gruppo si aggiunge anche Antonio, un hippy amante di Christal mantenuto da questa.
L'arrivo di Laure porta una ventata di novità con i suoi comportamenti provocatori e anticonformisti, e sconvolge la vita di Christal: dapprima la ragazza libera Emanuelle dalle pressanti attenzioni di Carlo, che la trattava come una schiava, e di Antonio, che l'aveva ipnotizzata, quindi entra in competizione con la madre fino a convincerla delle menzogne di Antonio, dopo la minaccia di un suicidio che si rivelerà una messinscena.